# Alcis shibatai
Alcis shibatai är en fjärilsart som beskrevs av Inoue 1978. Alcis shibatai ingår i släktet Alcis och familjen mätare. Inga underarter finns listade i Catalogue of Life.